# Yuriko Takagi
Yuriko Takagi (japanska: 高木百合子?, Takagi Yuriko), född 4 juni 1923 i Tokyo, död 15 november 2024 i Tokyo, var en japansk prinsessa. Hon var svägerska till kejsar Hirohito och kejsarinnan Nagako av Japan. Hon var gift med Takahito, prins Mikasa mellan 1941 och hans död 2016.